# اوتسنستورف
اوتسنستورف (به لاتین: Utzenstorf) یک بخش در سوئیس است که در کانتون برن واقع شده‌است. اوتسنستورف ۴٬۱۰۶ نفر جمعیت دارد.

## نگارخانه

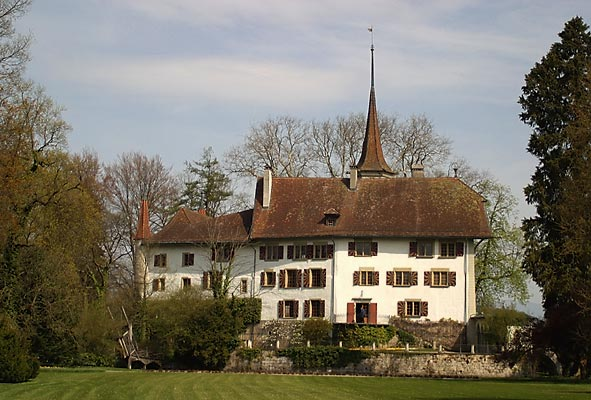
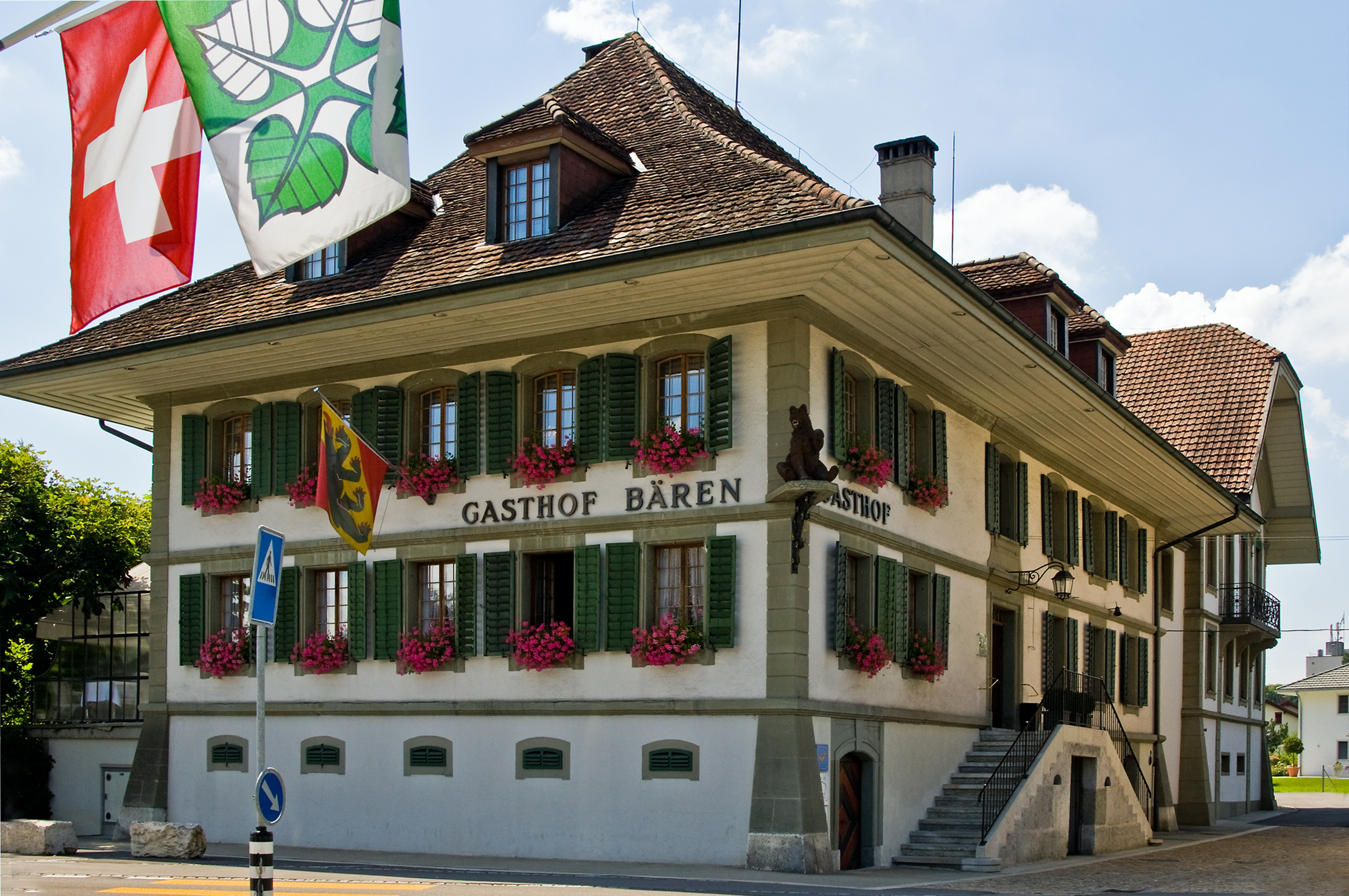